# Ngog-Mbog (Ngambé II)
Pour les articles homonymes, voir Ngog et Mbog.
Ngog-Mbog ou Ngambe II est un village de la commune de Massock-Songloulou; située dans le département de la Sanaga-Maritime et la région du Littoral au Cameroun. Il est situé sur la route qui lie Kahn à Bodipo, à 15 km de Kahn.

## Population
En 1967, Ngog-Mbog comptait 96 habitants, principalement Bassa.
Lors du recensement de 2005, 63 personnes y ont été dénombrées.